# Бишоф, Франк-Петер
Франк-Пе́тер Би́шоф (нем. Frank-Peter Bischof; 20 августа 1954, Форст) — немецкий гребец-байдарочник, выступал за сборную ГДР во второй половине 1970-х — первой половине 1980-х годов. Бронзовый призёр летних Олимпийских игр в Монреале, двукратный чемпион мира, победитель многих регат национального и международного значения.

## Биография
Франк-Петер Бишоф родился 20 августа 1954 года в городе Форсте. Активно заниматься греблей начал с раннего детства, проходил подготовку в столичном спортивном клубе «Берлин-Грюнау».
Первого серьёзного успеха на взрослом международном уровне добился в 1976 году, когда попал в основной состав немецкой национальной сборной и благодаря череде удачных выступлений удостоился права защищать честь страны на летних Олимпийских играх 1976 года в Монреале. В составе четырёхместного экипажа, куда также вошли гребцы Рюдигер Хельм, Бернд Дювиньо и Юрген Ленерт, завоевал на дистанции 1000 метров бронзовую медаль, уступив в финале командам из СССР и Испании.
В 1978 году Бишоф побывал на чемпионате мира в югославском Белграде, откуда привёз награду золотого достоинства, выигранную в зачёте байдарок-четвёрок на пятистах метрах. Будучи одним из лидеров гребной команды ГДР, благополучно прошёл квалификацию на Олимпийские игры 1980 года в Москве — стартовал в одиночках на дистанции 500 метров, дошёл до финальной стадии турнира, однако в решающем заезде показал лишь пятый результат, немного не дотянув до призовых позиций.
После московской Олимпиады Франк-Петер Бишоф остался в основном составе немецкой национальной сборной и продолжил принимать участие в крупнейших международных регатах. Так, в 1981 году он выступил на мировом первенстве в английском Ноттингеме, где дважды поднимался на пьедестал почёта — в четвёрках получил бронзу на пятистах метрах и золото на тысяче, став таким образом двукратным чемпионом мира. Год спустя на аналогичных соревнованиях в Белграде в тех же четвёрках взял в бронзу в зачёте полукилометровой дистанции и серебро в зачёте километровой дистанции. Вскоре по окончании этих соревнований принял решение завершить карьеру профессионального спортсмена, уступив место в сборной молодым немецким гребцам.
Женат на известной немецкой байдарочнице Мартине Бишоф, олимпийской чемпионке, четырёхкратной чемпионке мира.